# Święcany
Święcany – wieś w Polsce położona w województwie podkarpackim, w powiecie jasielskim, w gminie Skołyszyn.
W Święcanach znajduje się zabytkowy kościół św. Anny włączony do szlaku architektury drewnianej województwa podkarpackiego.
Powierzchnia wsi wynosi 2015,7 ha.

## Części wsi
| SIMC    | Nazwa         | Rodzaj    |
| ------- | ------------- | --------- |
| 0360419 | Bugaj         | część wsi |
| 0360425 | Czernianka    | część wsi |
| 0360431 | Mała Strona   | część wsi |
| 0360448 | Nadole        | część wsi |
| 0360454 | Pogwizdoł     | część wsi |
| 0360460 | Ryczak        | część wsi |
| 0360477 | Wielka Strona | część wsi |

## Dzieje

### Pochodzenie nazwy
Nazwa wsi jest nazwą etniczną i wywodzi się od zasadźców pochodzących z miejscowości Święte lub Święcice.

### Przynależność państwowa i administracyjna
W 1595 roku wieś położona w powiecie bieckim województwa krakowskiego była własnością starosty olsztyńskiego Joachima Ocieskiego.
W latach 1954–1972 wieś należała i była siedzibą władz gromady Święcany. W latach 1975–1998 miejscowość administracyjnie należała do województwa krośnieńskiego.

### Historia
Święcany w drugiej połowie XIV wieku założył na prawie niemieckim król Kazimierz Wielki. Jako osada istniały co najmniej od XII wieku i rządziły się prawem zwyczajowym. Pierwsza źródłowa wzmianka historyczna o Święcanach pochodzi z 1369 roku kiedy  wymieniany jest Andrzej ze Święcan jako założyciel wsi Lipnica. Wieś była królewszczyzną do 1386 roku. Potem będąc w prywatnych rękach często zmieniała właścicieli i między innymi byli nimi:
- w latach 1386–1524 wieś w posiadaniu rycerskiego rodu Melsztyńskich, przez nadanie jej za wybitne zasługi Spytkowi z Melsztyna 9 marca 1386 roku w Krakowie przez Władysława Jagiełłę.
- w latach 1548–1620. wieś w rękach Ocieskich: Jana i Zofii i ich synów Joachima i Jakuba
- w latach 1620.–1727 właścicielami wsi w tym okresie byli Dąbscy (Piotr, jego syn Jacek, synowie Jacka Wojciech i Michał od 1686 roku)
- w latach 1727–1760 wieś trzyma rodzina Uniatyckich (Teresa córka Michała Dąbskiego Uniatycka z mężem Stefanem i ich syn Józef Fabian Sebastian)
- w roku 1760 – wieś nabyła Teresa ze Zborowskich Lubieniecka i drogą koligacji rodzinnych przechodziła kolejno na: Augustyna, Jana Kantego Lubienieckiego, Balbinę Lubieniecką (1838–1870), jej męża Tomasza Romera (1870–1881), siostrzenicę Balbiny Felicję Bobrowską-Pruszyńską (1881–1900), córkę Felicji Olgę z mężem Józefem Brykczyńskim (1900–1904).

W latach 1904–1908 znaczna część dóbr dworskich została rozparcelowana, po nabyciu ich przez Bank Parcelacyjny we Lwowie i Józefa i Kazimierę Olszewskich. W 1927 roku majątek dworski o powierzchni zaledwie 48 morgów nabył Wojciech Grzegorczyk i uległ on w latach następnych dalszemu rozdrobnieniu w wyniku podziałów spadkowych.

## Czasy współczesne

### Demografia
- Wykres liczby ludności w Święcanach na przestrzeni lat [10][11][12][13]:

| wykształcenie dane z Narodowego Spisu Powszechnego z 2002 roku |      |            |          |         |        |
|                                                                | brak | podstawowe | zawodowe | średnie | wyższe |
| osób                                                           | 86   | 694        | 544      | 439     | 62     |
| kobiet                                                         | 64   | 373        | 196      | 267     | 38     |
| mężczyzn                                                       | 22   | 321        | 348      | 172     | 24     |

- Ludność w wieku 13 lat i więcej wg płci i poziomu wykształcenia w 2002 roku[14]

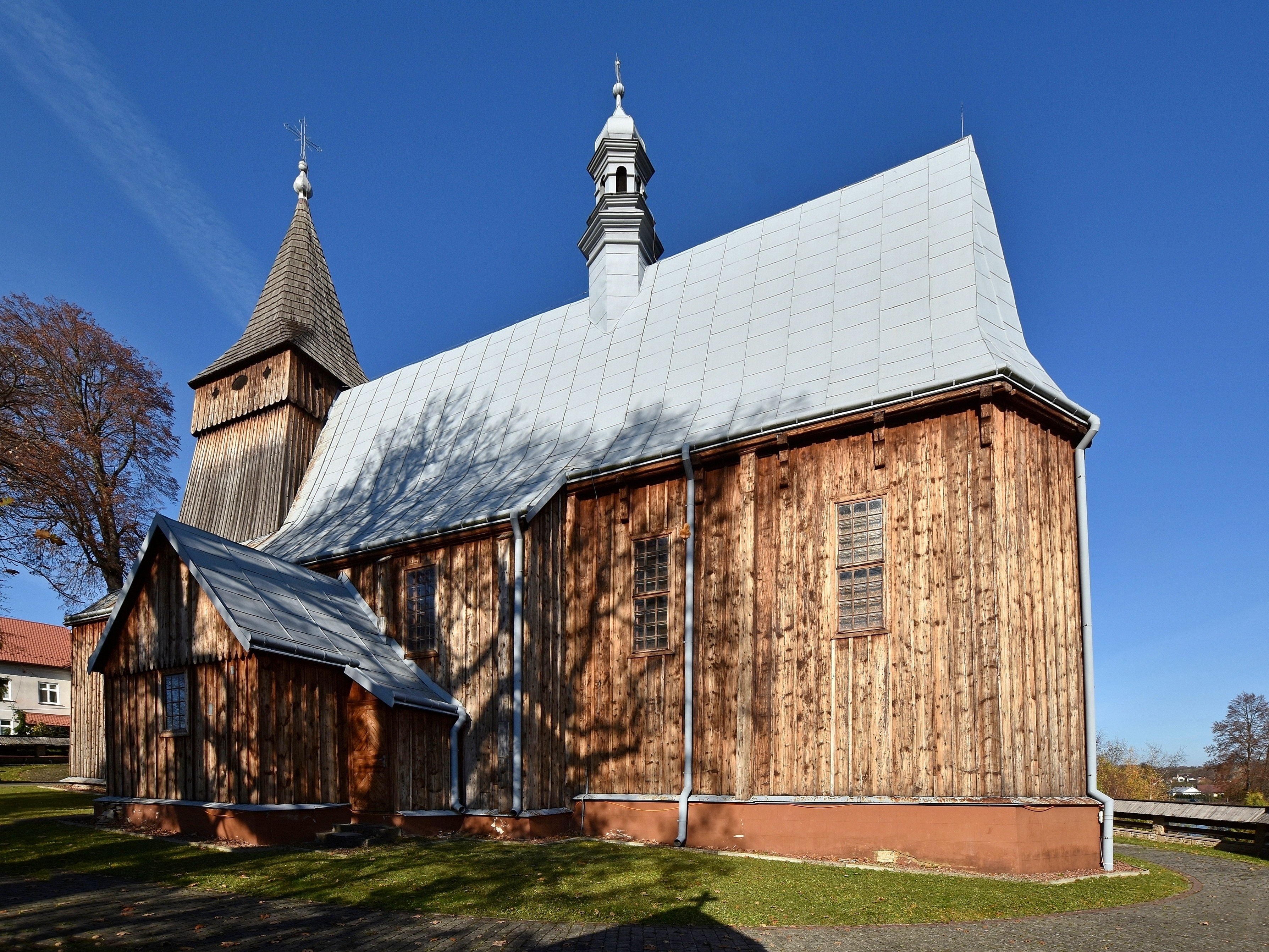
Kościół parafialny św. Anny
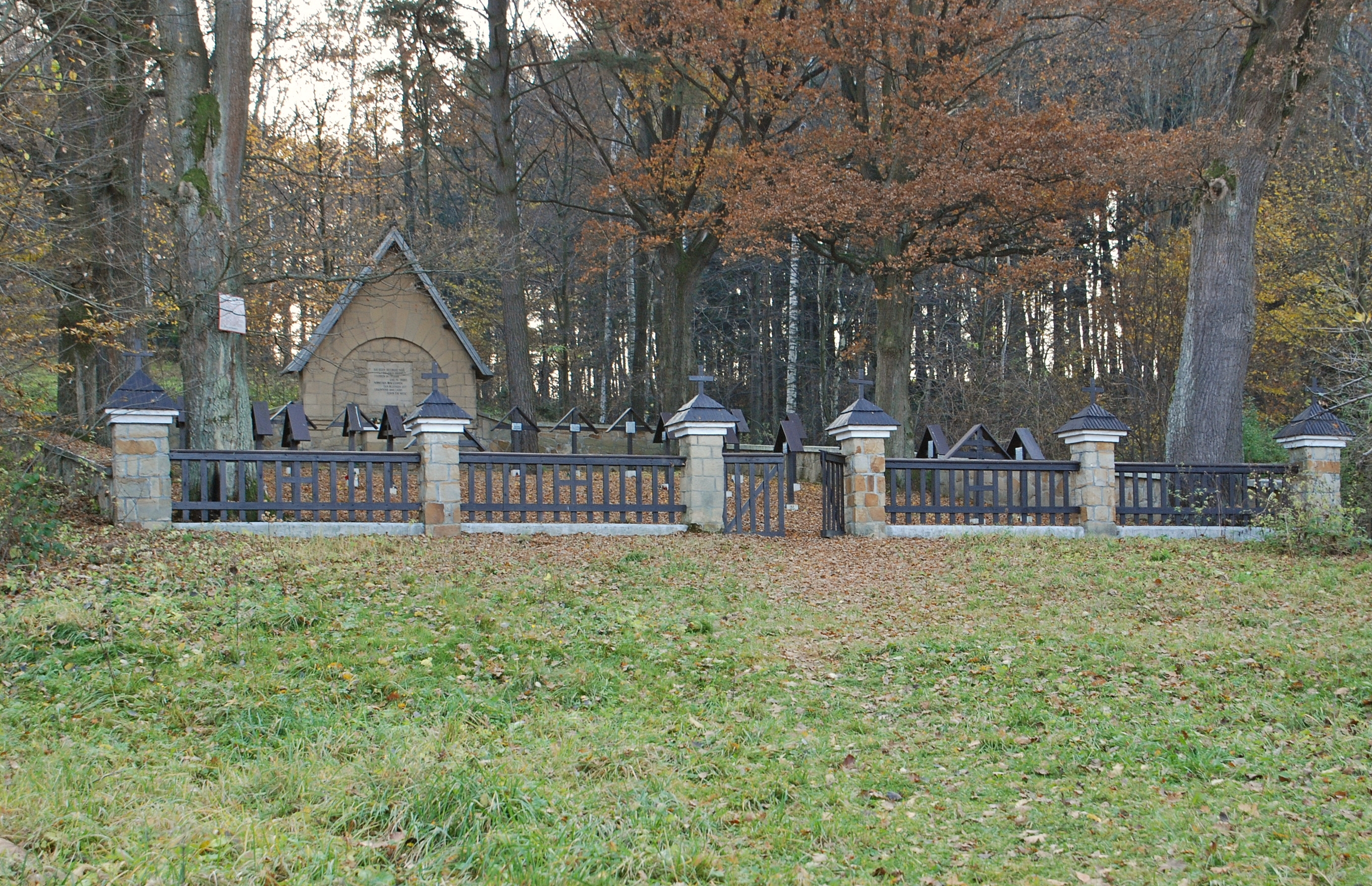
Cmentarz I wojny światowej nr 30
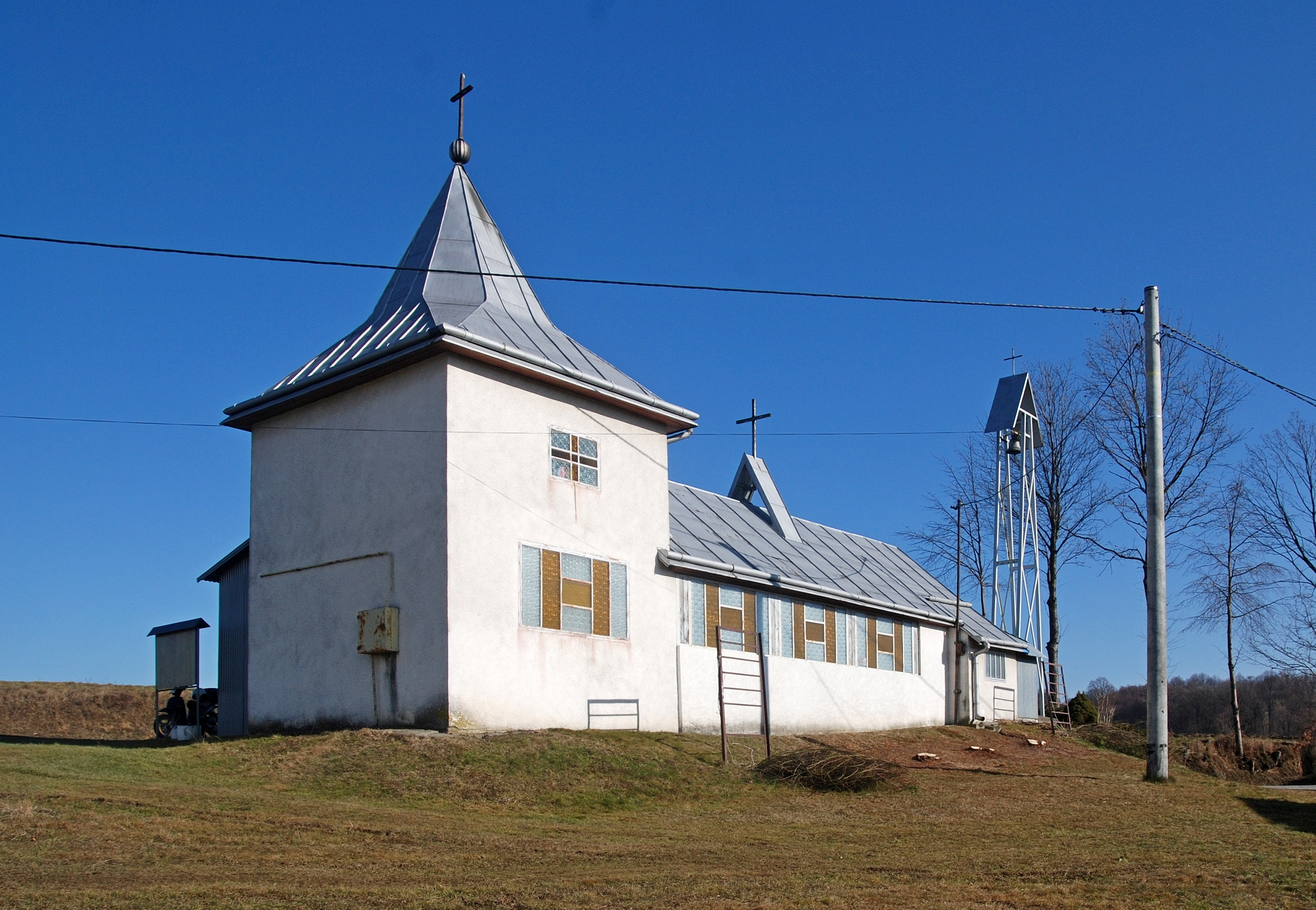
Czernianka, kościół filialny św. Rodziny

### Oświata i kultura
W Święcanach znajduje się szkoła podstawowa. Początki szkolnictwa sięgają XVI wieku, kiedy to przy kościele założono szkołę parafialną.

### Gospodarka i życie społeczne
Święcany to wieś o charakterze rolniczym o dużym rozdrobnieniu gospodarstw. W wysokim stopniu zurbanizowana (posiada sieć gazową, wodociągową) z dobrze rozwinięta siecią drogową.
W Święcanach działa Ludowy Klub Sportowy Standart Święcany. Powstał on w roku 1980, a największym sukcesem klubu były występy w krośnieńskiej A-klasie. Mecze rozgrywane są na stadionie w Święcanach.

### Religia
Rzymskokatolicka parafia w Święcanach pw. św. Anny i św. Jana Nepomucena została erygowana w II poł. XIV wieku. Zapewne niedługo zbudowano tutaj kościół, jednak pierwszą informację o jego istnieniu podaje dopiero Jan Długosz.
Przy parafii działa Oddział Katolickiego Stowarzyszenia Młodzieży Diecezji Rzeszowskiej

### Zabytki
- Drewniany kościół parafialny pw. św. Anny, zbudowany został w roku 1520, wewnątrz świątyni znajduje się wyjątkowo cenna barokowa polichromia i wyposażenie. Kościół ten znajduje się na szlaku architektury drewnianej województwa podkarpackiego.

- Cmentarz wojenny nr 30 z okresu I wojny światowej – znajdują się tam groby 159 żołnierzy z Austro-Węgier i 211 Rosjan.

### Turystyka
- Szlak Architektury Drewnianej – Trasa nr VIII (jasielsko-dębicko-ropczycka)

 Szlaki piesze 
- fragment Międzygminnego spacerowego szlaku turystycznego Święcany-Przybówka, który został wytyczony w 1995 roku przez Gminę Jasło z okazji 600 lecia Trzcinicy.

### Znane osoby
- Jan Kulpa – proboszcz w Święcanach, kapelan honorowy Ojca Świętego, wicedziekan dekanatu jasielskiego
- Karol Krementowski – proboszcz święcański w latach 1868–1901, kanonik przemyski, sędzia Sądu Biskupiego
- Maciej Mazurkiewicz – urodzony w Święcanach (1947), naukowiec, profesor, kierownik Katedry Inżynierii Środowiska i Przeróbki Surowców na Wydziale Górnictwa i Geoinżynierii AGH[15][16]
- Tadeusz Ślawski – urodzony w Święcanach (1920), doktor, historyk, przewodnik turystyczny, autor ponad 60 publikacji naukowych i popularnonaukowych dotyczących historii Biecza i regionu. Zmarł w Bieczu w 2008 roku.
- Stanisław Zając – urodzony w Święcanach (1949), adwokat i polityk, wicemarszałek Sejmu III kadencji, poseł na Sejm I, III, V i VI kadencji, senator VII kadencji, zginął 10 kwietnia 2010 roku w katastrofie lotniczej pod Smoleńskiem[17]

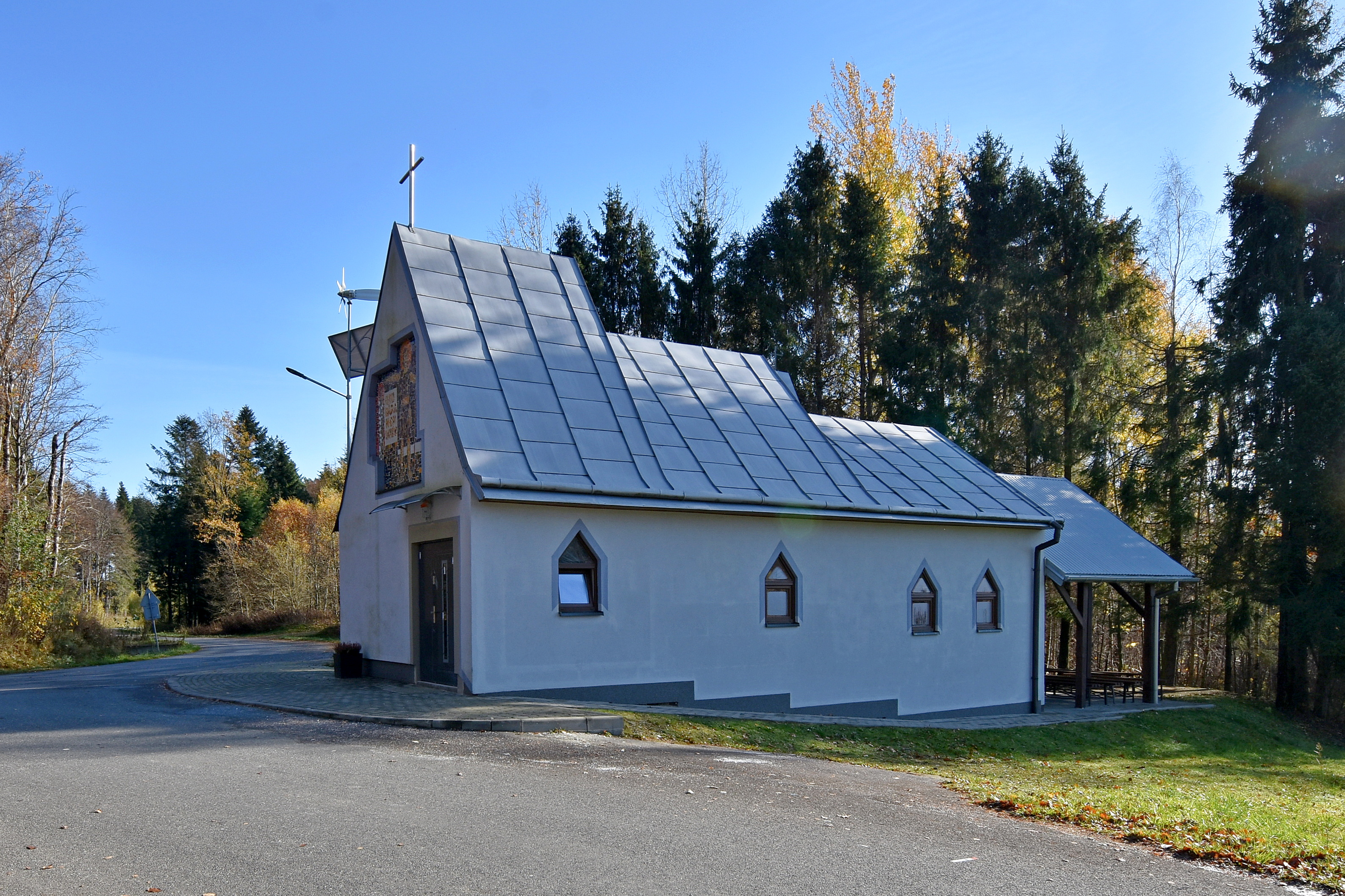
Przechody, kościół filialny
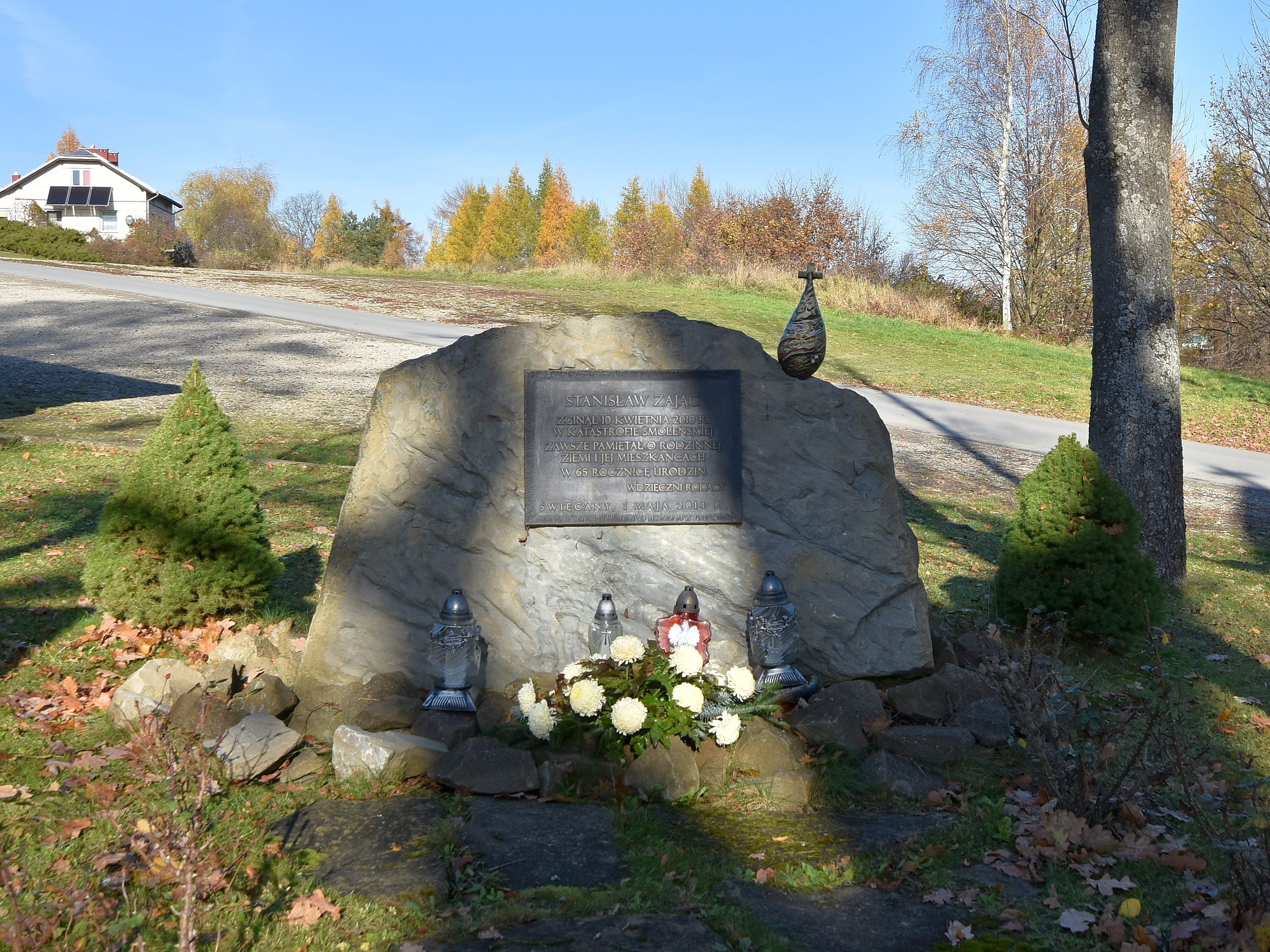
Upamiętnienie Stanisława Zająca
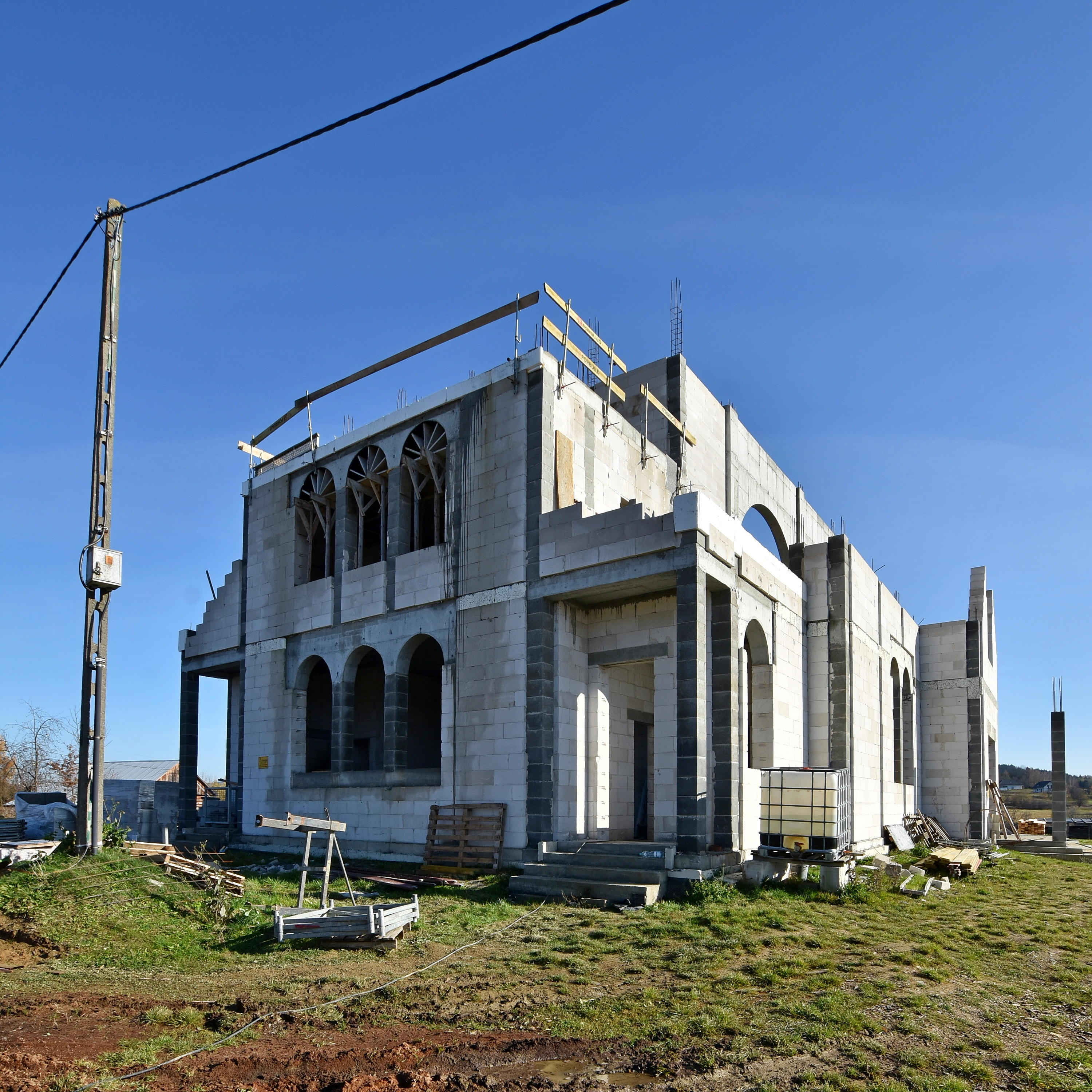
Nowy kościół